# Ніколас Олівейра
Ніколас Олівейра (порт. Nicolas Oliveira, 4 серпня 1987) — бразильський плавець.
Учасник Олімпійських Ігор 2008, 2012, 2016 років.
Призер Чемпіонату світу з плавання на короткій воді 2010 року.
Призер Пантихоокеанського чемпіонату з плавання 2014 року.
Переможець Панамериканських ігор 2007, 2011, 2015 років.
Переможець Південнамериканських ігор 2010, 2014 років.
Призер літньої Універсіади 2011 року.